# Гровер Хил (Охајо)
Гровер Хил (енгл. Grover Hill) град је у америчкој савезној држави Охајо.

## Демографија
По попису из 2010. године број становника је 402, што је 10 (-2,4%) становника мање него 2000. године.
| Група             | 2000.       | 2010.       |
| Белци             | 392 (95,1%) | 393 (97,8%) |
| Афроамериканци    | 2 (0,5%)    | 1 (0,2%)    |
| Азијати           | 0 (0,0%)    | 0 (0,0%)    |
| Хиспаноамериканци | 10 (2,4%)   | 4 (1,0%)    |
| Укупно            | 412         | 402         |